# Riso Scotti
Die Riso Scotti S.p.A. ist ein italienischer Nahrungsmittelhersteller. Das in Pavia ansässige Familienunternehmen produziert, verarbeitet und vertreibt Reis und Reisprodukte. Das Sortiment reicht von verschiedenen italienischen Reissorten über halbfertige und fertige Risotto- und Reispastagerichte bis hin zu Gebäckprodukte aus Reis. Die Riso Scotti Gruppe beschäftigt rund 450 Mitarbeiter und erwirtschaftete 2007 einen Umsatz von 213 Millionen Euro, wovon 142 Millionen Euro auf die Marke Riso Scotti entfielen. Die verarbeitete Reismenge lag bei 120.000 Tonnen.

## Geschichte
Das Unternehmen wurde 1860 von Pietro Scotti in Marudo in der Provinz Lodi, inmitten des Reisbaugebietes der Poebene, als Reismühle gegründet. Dieser verarbeitete den von den Reisbauern gekauften Reis und verkaufte diesen weiter. Unter der Leitung seines Sohnes, Ercole Scotti, wurden 1890 die Aktivitäten nach Villanterio in die Provinz Pavia verlegt. Mit Angelo und Gaetano Scotti traten später zwei der acht Kinder von Ercole Scotti in den Familienbetrieb ein. Diese kümmerten sich anfänglich um den Reistransport und bauten mit der Einführung neuer Produktionstechniken die Mühle in einen Industriebetrieb aus.
1952 übernahm mit Ferdinando Scotti, Sohn von Angelo Scotti, die vierte Generation die Unternehmensleitung der in eine Aktiengesellschaft umgewandelten Riso Scotti S.p.A. Diese Funktion hatte er bis 1983 inne. In dieser Zeit wurden die Expansion und die Industrialisierung mit Hilfe technischer Produktions- und Verarbeitungsanlagen fortgesetzt. Seit 1983 steht die mittlerweile zu einer Unternehmensgruppe herangewachsene Riso Scotti S.p.A. unter der Leitung von Angelo Dario Scotti.
Im Jahr 2013 erwarb der spanische Konzern Ebro Foods eine Beteiligung von 25 %, diese wurde 2016 auf 40 % erhöht.